# Караджаллы (Губадлинский район)
Караджаллы (азерб. Qaracallı) — село в одноимённом административно-территориальном округе Губадлинского района Азербайджана. Село расположено на берегу реки Акера.
В ходе Первой карабахской войны, в 1993 году село было занято армянскими вооружёнными силами, и до ноября 2020 года находилось под контролем непризнанной НКР. Согласно административно-территориальному делению НКР, село находилось в Кашатагском районе и называлось Мартунашен. 4 ноября 2020 года, в ходе вооружённого конфликта, президент Азербайджана объявил об освобождении села Гараджаллы вооружёнными силами Азербайджана.